# 大塚淳
大塚 淳（おおつか じゅん、1984年6月8日 - ）は、茨城県土浦市出身の元プロ野球選手（内野手、外野手、捕手）。
かつてヤクルト、南海でプレーしたプロ野球選手大塚徹は父親。

## 来歴

### プロ入り前
土浦三高では1年春からレギュラー。2年の新チームから主将をつとめる。主将として参加した2001年秋の県大会で準優勝。関東大会でもベスト8に残っている。2002年春の選抜大会に21世紀枠で候補に残っていたが、部員の不祥事により部活動休止の憂き目にあっている。3年夏は県大会4回戦で敗退した。
2002年のドラフト11巡目でヤクルトに入団。高校通算打率.520、16本塁打。小柄な体格ながら意外性のある打撃と、身体能力が評価されての指名となった。

### プロ入り後
入団後、現役引退まで、一軍公式戦への出場機会はなかった。以下の成績は二軍戦（イースタン・リーグ）でのものである。
2003年は36試合に出場、打率.140、本塁打なし、打点2という成績であった。
2004年は54試合に出場、打率.270、本塁打なし、打点4という成績で、打撃面については前年より向上が見られた。
2005年春のキャンプにおける守備練習中に打球を顔に受け骨折したが、シーズン中に復帰を果たした。この年は46試合に出場、打率.271、本塁打なし、打点2という成績で、死球の影響は見られなかった。
2006年は51試合に出場し、打率.273、本塁打なし、打点6の成績であった。
2007年は8月18日から行われる北京五輪テスト大会の派遣選手に選ばれ、チームの主将に指名された。この年は田中浩康や飯原誉士の一軍定着もあって、二軍での出場機会が増えた。安打数、打点、盗塁数などで自己最多となる結果を残した。59試合に出場し、打率.265、本塁打なし、打点18の成績で、190打席で18三振と三振が少なかった。
2008年は34試合に出場し、打率.205、本塁打なし、打点2の成績で打力不足を指摘される。一方守備面では本職の二塁手以外にも外野のみならず捕手までも守った点を評価される。
2009年も一軍での試合出場はなかった。二軍では46試合に出場し、打率.275、本塁打なし、打点8という成績であった。10月27日、戦力外通告を受け現役引退を表明。
2010年からは、2軍スタッフに就任。
2013年からはブルペン捕手に配置替えとなった。
2024年限りで退団。

## 選手としての特徴
打撃が課題とされ、入団当初の一見しての非力さは解消されていた。脚力は標準以上のものがあり、50メートル走は入団当時は6秒0、ファームでは盗塁や三塁打も記録した。
元々は二遊間でプレイしていたが、二軍の野手不足を補うため、本職とは違う三塁手や外野手としてもプレイした。捕手を全部使い切った時に急造捕手として出場した事もあった。その経験からか、現在はブルペン捕手に転身している。

## 人物
中村悠平の愛称でもある「ムーチョ」の名付け親。

## 詳細情報

### 年度別打撃成績
- 一軍公式戦出場なし

### 背番号
- 67 （2003年 - 2009年）
- 114 （2013年 - 2024年）